# Rob Druppers
Robertus Johannes Druppers, detto Rob (Utrecht, 29 aprile 1962), è un ex mezzofondista olandese, vincitore della medaglia d'argento ai Mondiali 1983 negli 800 m piani, impresa che gli valse il titolo di sportivo olandese dell'anno.

## Biografia

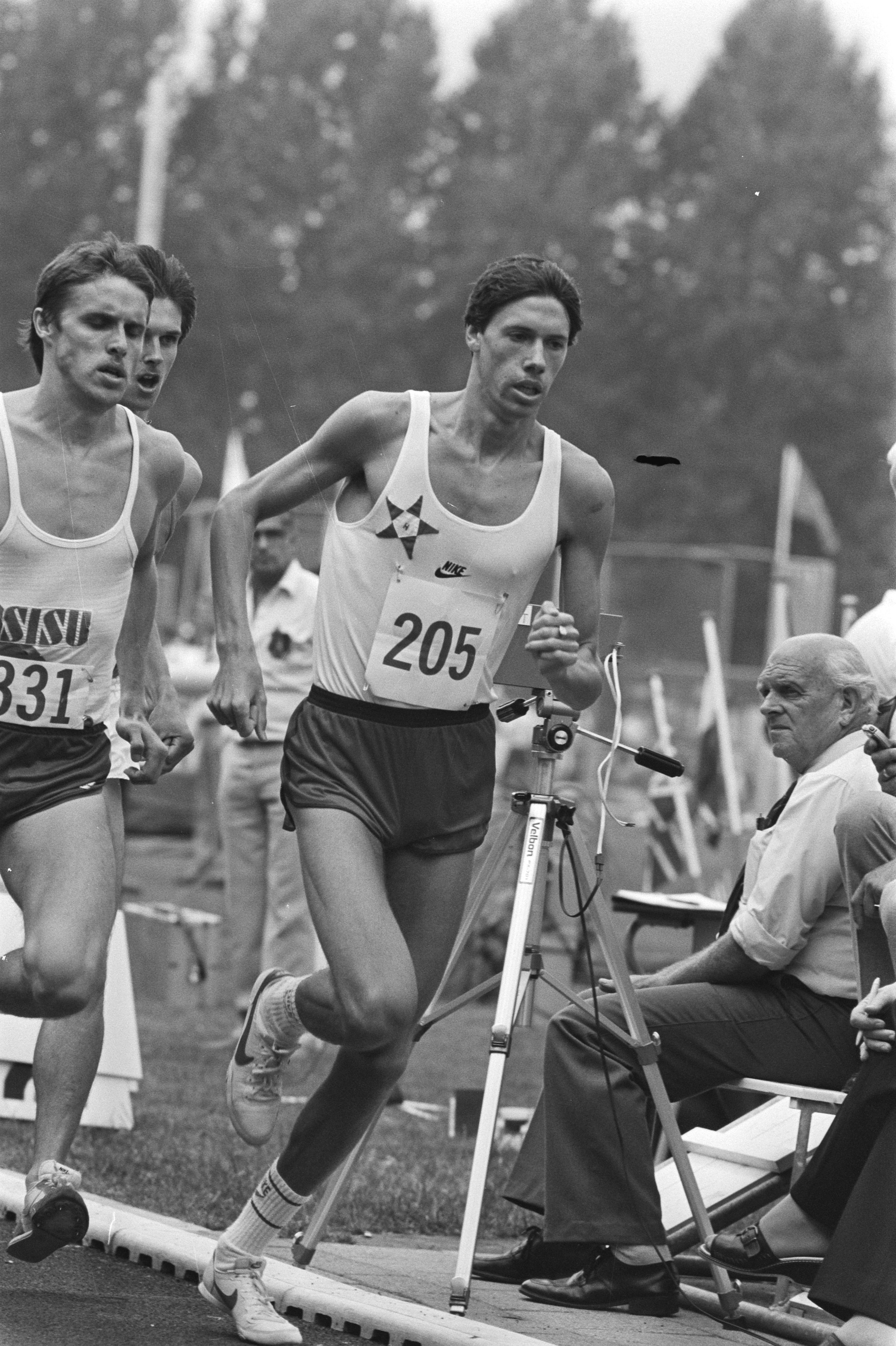
Rob Druppers ai campionati olandesi l'8 agosto 1982.

Nel 1985 ha stabilito il record nazionale della distanza con 1'43"56 e quello dei 1.000 m con 2'15"23. Agli europei del 1986 è giunto 4º negli 800 n.
Ha rappresentato i Paesi Bassi ai Giochi olimpici estivi di , dove è stato eliminato nei quarti di finale.

## Palmarès
| Anno | Manifestazione  | Sede         | Evento      | Risultato        | Prestazione | Note |
| ---- | --------------- | ------------ | ----------- | ---------------- | ----------- | ---- |
| 1982 | Europei         | Atene        | 800 m piani | 5º               | 1'47"06     |      |
| 1983 | Europei indoor  | Budapest     | 800 m piani | Semifinali       | dns         |      |
| 1983 | Mondiali        | Helsinki     | 800 m piani | Argento          | 1'44"20     |      |
| 1986 | Europei         | Stoccarda    | 800 m piani | 4º               | 1'45"53     |      |
| 1987 | Europei indoor  | Liévin       | 800 m piani | Oro              | 1'48"12     |      |
| 1987 | Mondiali indoor | Indianapolis | 800 m piani | 8º               | 1'48"89     |      |
| 1987 | Mondiali        | Roma         | 800 m piani | Batteria         | 1'50"58     |      |
| 1988 | Europei indoor  | Budapest     | 800 m piani | Argento          | 1'49"45     |      |
| 1988 | Giochi olimpici | Seul         | 800 m piani | Quarti di finale | 1'46"91     |      |
| 1989 | Europei indoor  | L'Aia        | 800 m piani | Argento          | 1'48"96     |      |
| 1989 | Mondiali indoor | Budapest     | 800 m piani | Semifinali       | 1'49"70     |      |

## Altre competizioni internazionali
1985
- 5º in Coppa del mondo ( Canberra), 800 m piani - 1'46"27